# Eutropha ruiliensis
Eutropha ruiliensis är en tvåvingeart som beskrevs av Yang 1993. Eutropha ruiliensis ingår i släktet Eutropha och familjen fritflugor.
Artens utbredningsområde är Yunnan (Kina). Inga underarter finns listade i Catalogue of Life.